# Eurytion (thessalischer Kentaur)

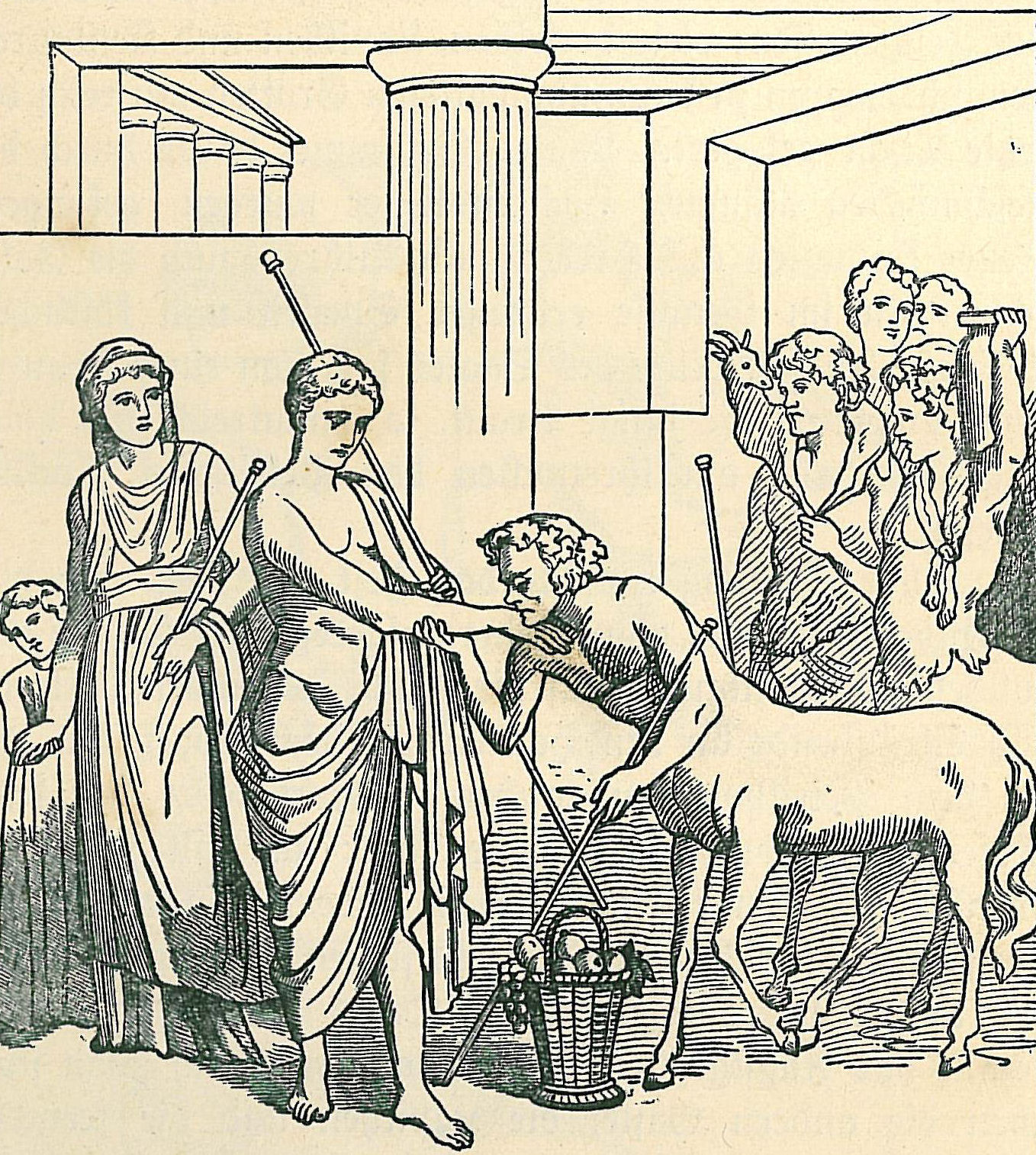
Kentauren bei der Hochzeit von Peirithoos und Hippodameias; aus J. C. Andrä: Griechische Heldensagen für die Jugend bearbeitet. 1902.

Eurytion (altgriechisch Εὐρυτίων Eurytíōn) ist ein Kentaur der griechischen Mythologie. Er soll der Sohn des Ixion und der Nephele sein.
In der Literatur wird das Schicksal des Eurytion mehrfach als warnendes Beispiels zitiert. So lässt schon Homer den Freier Antinoos in der Odyssee Odysseus gegenüber das mahnende Beispiel des Eurytion vorbringen. Als einziger zur Hochzeit von Peirithoos und Hippodameia geladener Kentaur vergreift er sich weinberauscht an der Braut. Die Lapithen schneiden ihm daraufhin die Nase und die Ohren ab und schleifen ihn vor die Tür, wo die anderen Kentauren ihn finden, woraufhin der Kampf zwischen Kentauren und Lapithen beginnt (Kentauromachie). In späteren Erzählungen des Mythos beginnt der Kampf bereits während des Hochzeitsmahls.
In Ovids Metamorphosen lautet sein Name latinisiert Eurytus. Dort wirft Eurytus berauscht die Tafel um und bemächtigt sich Hippodameias. Die restlichen Kentauren rauben daraufhin die anderen lapithischen Frauen. Der anwesende Theseus stellt Eurytus zur Rede, doch dieser schlägt auf Theseus ein, Theseus wirft ihm daraufhin einen Krug ins Gesicht, der Eurytus tötet, woraufhin der Kampf zwischen den Kentauren und den Lapithen beginnt. Nach Pausanias eilt dem Peirithoos der Kaineus zur Hilfe.